# Condensador cerámico

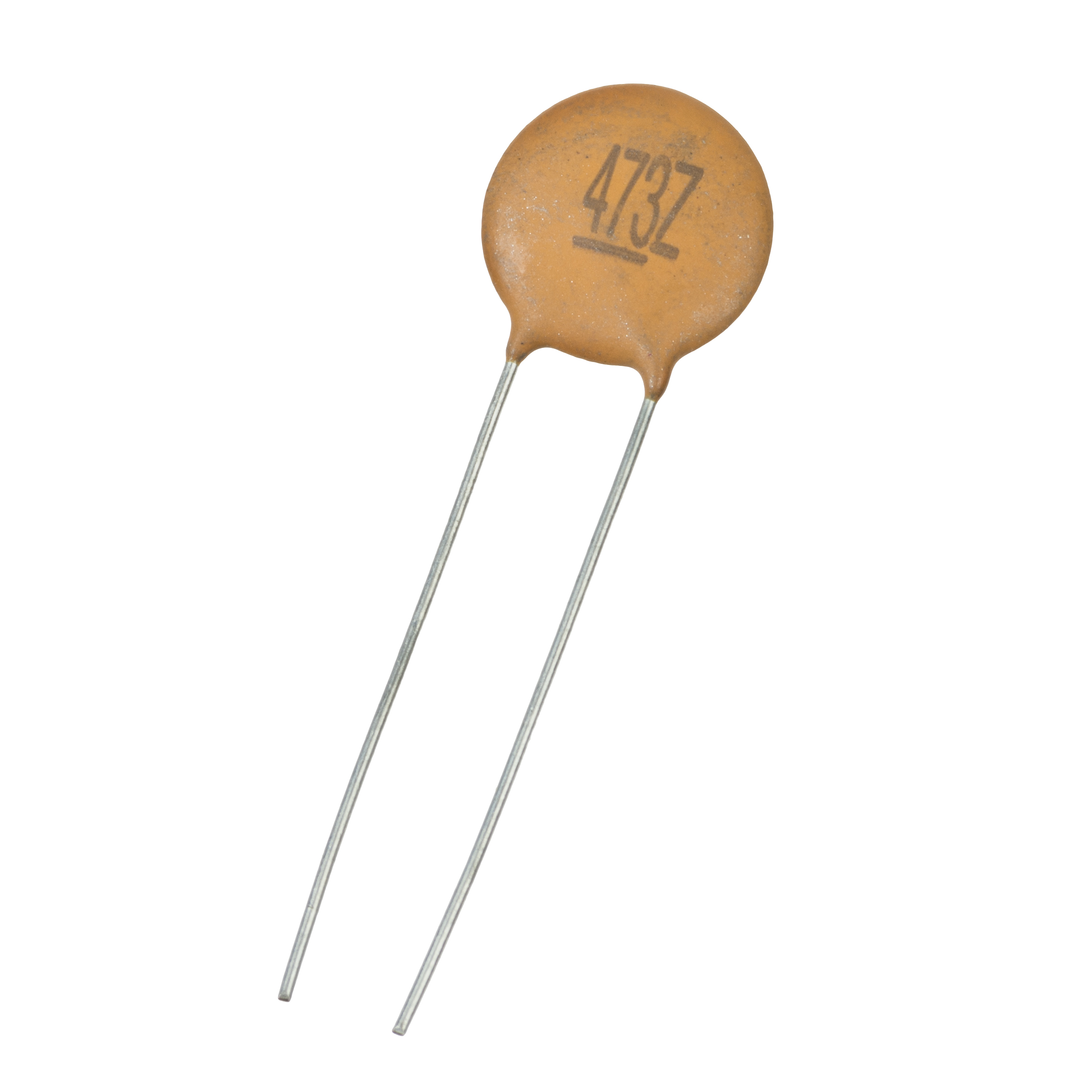
Un condensador cerámico de paso típico

Un condensador cerámico es un condensador de valor fijo en el que el material cerámico actúa como dieléctrico. Está formado por dos o más capas alternas de cerámica y una capa metálica que actúa como electrodo. La composición del material cerámico define el comportamiento eléctrico y, por tanto, las aplicaciones. Los condensadores cerámicos se dividen en dos clases de aplicaciones:
- Los condensadores cerámicos de clase 1 ofrecen alta estabilidad y bajas pérdidas para aplicaciones de circuitos resonantes.
- Los condensadores cerámicos de clase 2 ofrecen una alta eficiencia volumétrica para aplicaciones de buffer, by-pass y acoplamiento.

Los condensadores cerámicos, especialmente los condensadores cerámicos multicapa (MLCC, por sus siglas en inglés), son los condensadores más producidos y utilizados en equipos electrónicos que incorporan aproximadamente un billón (1012) de piezas al año.
Los condensadores cerámicos de formas y estilos especiales se utilizan como condensadores para la supresión de RFI/EMI, como condensadores de paso y en mayores dimensiones como condensadores de potencia para transmisores.

## Historia

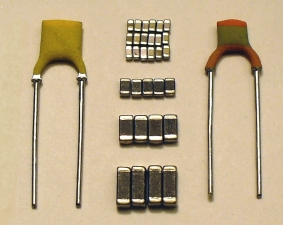
Una selección de condensadores cerámicos: condensadores de disco con plomo fijo a izquierda y derecha; condensadores de chip cerámico multicapa (MLCC) en el centro.

Desde los inicios del estudio de la electricidad se han utilizado como aislantes materiales no conductores como el vidrio, la porcelana, el papel y la mica. Algunos decenios más tarde, estos materiales también se utilizaron como dieléctricos de los primeros condensadores.
Incluso en los primeros años de los aparatos de transmisión inalámbrica de Marconi, se utilizaron condensadores de porcelana para aplicaciones de alta tensión y alta frecuencia en los transmisores. En el lado del receptor, los condensadores de mica más pequeños se utilizaban para circuitos resonantes. Los condensadores dieléctricos de mica fueron inventados en 1909 por William Dubilier. Antes de la Segunda Guerra Mundial, la mica era el dieléctrico más común para los condensadores en Estados Unidos.
La mica es un material natural y no está disponible en cantidades ilimitadas. Así que, a mediados de los años 20, la escasez de mica en Alemania y la experiencia en porcelana -una clase especial de cerámica- dieron lugar en Alemania a los primeros condensadores que utilizaban cerámica como dieléctrico, fundando una nueva familia de condensadores cerámicos. El dióxido de titanio paraeléctrico (rutilo) se utilizó como primer dieléctrico cerámico porque  podía sustituir a los condensadores de mica. En 1926, estos condensadores cerámicos se fabricaban en pequeñas cantidades, que aumentaron en la década de 1940. El estilo de estas primeras cerámicas era un disco con metalización en ambos lados en contacto con alambres estañados. Este estilo es anterior al transistor y se utilizó ampliamente en equipos de tubos de vacío (por ejemplo, receptores de radio) desde 1930 hasta la década de 1950.
Pero este dieléctrico paraeléctrico tenía una permitividad relativamente baja, por lo que sólo se podían realizar valores de capacitancia pequeños. La expansión del mercado de las radios en las décadas de 1930 y 1940 creó una demanda de valores de capacitancia más altos pero inferiores a los condensadores electrolíticos para aplicaciones de desacoplamiento de alta frecuencia. Descubierto en 1921, el material cerámico ferroeléctrico titanato de bario, con una permitividad del orden de 1.000, unas diez veces superior a la del dióxido de titanio o la mica, empezó a desempeñar un papel mucho más importante en las aplicaciones electrónicas.
La mayor permitividad daba lugar a valores de capacitancia mucho más altos, pero esto iba unido a parámetros eléctricos relativamente inestables. Por lo tanto, estos condensadores cerámicos sólo podían sustituir a los condensadores de mica utilizados habitualmente para aplicaciones en las que la estabilidad era menos importante. Sus menores dimensiones, en comparación con los condensadores de mica, sus menores costes de producción y su independencia de la disponibilidad de la mica aceleraron su aceptación.

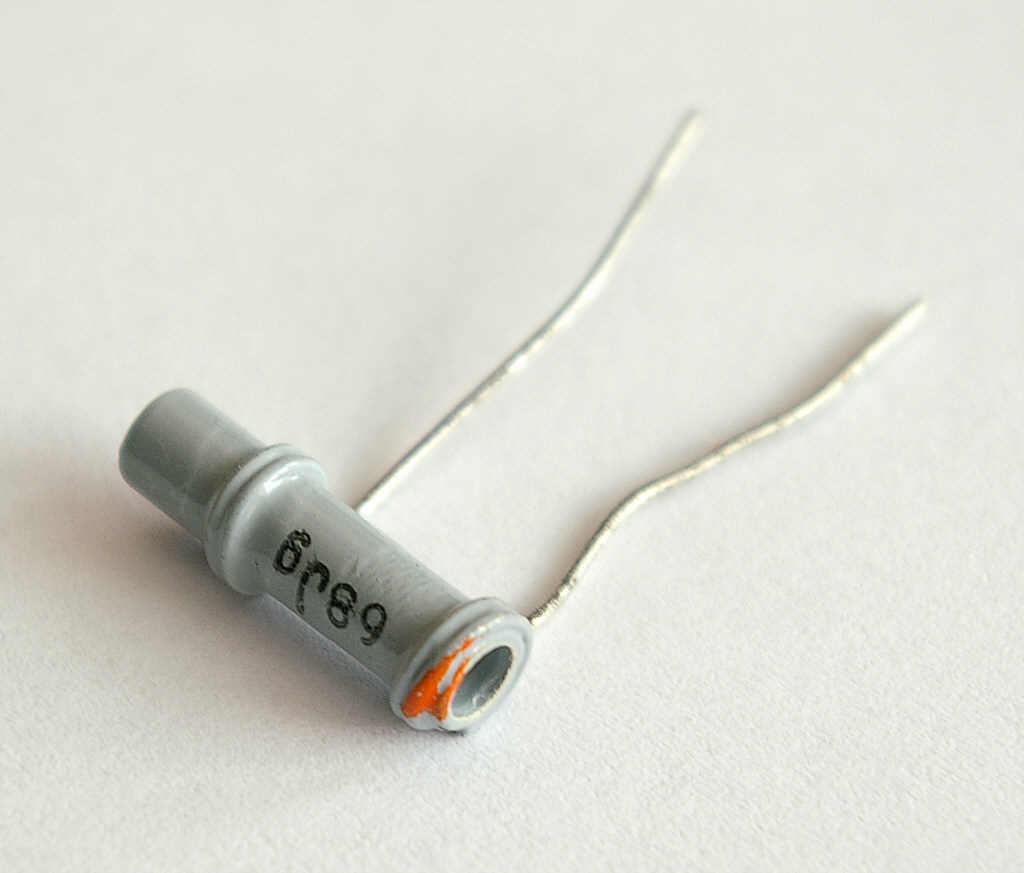
Condensador de tubo cerámico, el estilo típico de los condensadores cerámicos de los años 50 y 70

El rápido crecimiento de la industria de la radiodifusión tras la Segunda Guerra Mundial impulsó un conocimiento más profundo de la cristalografía, las transiciones de fase y la optimización química y mecánica de los materiales cerámicos. Gracias a la compleja mezcla de distintos materiales básicos, las propiedades eléctricas de los condensadores cerámicos pueden ajustarse con precisión. Para distinguir las propiedades eléctricas de los condensadores cerámicos, la normalización definió varias clases de aplicación diferentes (Clase 1, Clase 2, Clase 3). Es notable que el desarrollo por separado durante la Guerra y el tiempo después en los EE. UU. y el mercado europeo había dado lugar a diferentes definiciones de estas clases (EIA vs IEC), y sólo recientemente (desde 2010) se ha producido una armonización en todo el mundo a la normalización IEC.
El estilo típico para los condensadores cerámicos bajo el disco en aplicaciones de radio en la época posterior a la Guerra, desde los años 50 hasta los 70, era un tubo cerámico recubierto de estaño o plata tanto en la superficie interior como exterior. Incluía terminales relativamente largos que formaban, junto con las resistencias y otros componentes, una maraña de cableado en circuito abierto.
El material cerámico fácil de moldear facilitó el desarrollo de estilos especiales y grandes de condensadores cerámicos para aplicaciones de alta tensión, alta frecuencia (RF) y potencia.

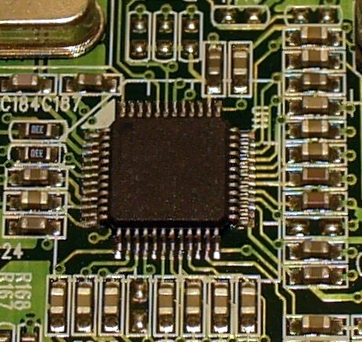
Los MLCC como condensadores de desacoplamiento alrededor de un microprocesador

Con el desarrollo de la tecnología de semiconductores en la década de 1950, se desarrollaron condensadores de capa de barrera, o condensadores IEC clase 3/EIA clase IV, utilizando cerámicas ferroeléctricas dopadas. Como este material dopado no era adecuado para producir multicapas, fueron sustituidos décadas más tarde por condensadores Y5V de clase 2.
El estilo primitivo del condensador de disco cerámico podía fabricarse de forma más barata que los condensadores de tubo cerámico habituales en las décadas de 1950 y 1970. Una empresa estadounidense en pleno programa Apolo, lanzado en 1961, fue pionera en el apilamiento de varios discos para crear un bloque monolítico. Este "condensador cerámico multicapa" (MLCC) era compacto y ofrecía condensadores de alta capacidad. La producción de estos condensadores mediante los procesos de colado de cinta y cofusión de electrodos cerámicos supuso un gran reto de fabricación. Los MLCC ampliaron la gama de aplicaciones a aquellas que requerían mayores valores de capacitancia en cajas más pequeñas. Estos condensadores cerámicos en chip fueron la fuerza motriz de la conversión de los dispositivos electrónicos de la tecnología de montaje pasante a la de montaje superficial en la década de 1980. Los condensadores electrolíticos polarizados pudieron sustituirse por condensadores cerámicos no polarizados, lo que simplificó el montaje.
En 1993, TDK Corporation logró desplazar los electrodos de soporte de paladio con electrodos de níquel mucho más baratos, reduciendo significativamente los costes de producción y permitiendo la producción en masa de MLCC.
A partir de 2012, se fabrican más de 1012 MLCC al año. Junto con el estilo de los condensadores de chip cerámicos, los condensadores de disco cerámicos se utilizan a menudo como condensadores de seguridad en aplicaciones de supresión de interferencias electromagnéticas. Además de éstos, también se encuentran condensadores cerámicos de potencia de gran tamaño para aplicaciones de transmisores de alta tensión o alta frecuencia.
Se han realizado nuevos desarrollos en materiales cerámicos con la cerámica antiferroeléctrica. Este material presenta un cambio de fase antiferroeléctrico/ferroeléctrico no lineal que permite aumentar el almacenamiento de energía con una mayor eficiencia volumétrica. Se utilizan para el almacenamiento de energía (por ejemplo, en detonadores).

## Condensadores cerámicos de clase 1
Los condensadores cerámicos de clase 1 son condensadores precisos que compensan la temperatura. Ofrecen la mayor estabilidad de tensión, temperatura y, hasta cierto punto, frecuencia. Tienen las pérdidas más bajas y, por tanto, son especialmente adecuados para aplicaciones de circuitos resonantes en las que la estabilidad es esencial o en las que se requiere un coeficiente de temperatura definido con precisión, por ejemplo, para compensar los efectos de la temperatura en un circuito. Los materiales básicos de los condensadores cerámicos de clase 1 se componen de una mezcla de gránulos finamente molidos de materiales paraeléctricos como el dióxido de titanio (TiO2), modificados por aditivos de zinc, circonio, niobio, magnesio, tántalo, cobalto y estroncio, que son necesarios para conseguir las características lineales deseadas del condensador.
El comportamiento general de la temperatura de capacitancia de los condensadores de clase 1 depende del material paraeléctrico básico, por ejemplo TiO2. Los aditivos de la composición química se utilizan para ajustar con precisión la característica de temperatura deseada. Los condensadores cerámicos de clase 1 tienen la eficiencia volumétrica más baja entre los condensadores cerámicos. Esto se debe a la permitividad relativamente baja (de 6 a 200) de los materiales paraeléctricos. Por lo tanto, los condensadores de clase 1 tienen valores de capacitancia en el rango inferior.
| Fórmula química | Constante dieléctrica ε | Temperatura- coeficiente α 10−6/K |
| --------------- | ----------------------- | --------------------------------- |
| MgNb2O6         | 21                      | −70                               |
| ZnNb2O6         | 25                      | −56                               |
| MgTa2O6         | 28                      | 18                                |
| ZnTa2O6         | 38                      | 9                                 |
| (ZnMg)TiO3      | 32                      | 5                                 |
| (ZrSn)TiO4      | 37                      | 0                                 |
| Ba2Ti9O20       | 40                      | 2                                 |

La norma EIA RS-198 codifica los condensadores cerámicos de clase 1 con un código de tres caracteres que indica el coeficiente de temperatura. La primera letra da la cifra significativa del cambio de la capacitancia con la temperatura (coeficiente de temperatura α) en ppm/K. El segundo carácter indica el multiplicador del coeficiente de temperatura. La tercera letra indica la tolerancia máxima en ppm/K. Todos los valores nominales están comprendidos entre 25 y 85 °C:
| Coeficiente de temperatura α 10-6/K. Código de letras | Multiplicador del coeficiente de temperatura. Código numérico | Tolerancia ppm/K del coeficiente de temperatura. Código de letras |
| ----------------------------------------------------- | ------------------------------------------------------------- | ----------------------------------------------------------------- |
| C: 0.0                                                | 0: −1                                                         | G: ±30                                                            |
| B: 0.3                                                | 1: −10                                                        | H: ±60                                                            |
| L: 0.8                                                | 2: −100                                                       | J: ±120                                                           |
| A: 0.9                                                | 3: −1000                                                      | K: ±250                                                           |
| M: 1.0                                                | 5: +1                                                         | L: ±500                                                           |
| P: 1.5                                                | 6: +10                                                        | M: ±1000                                                          |
| R: 2.2                                                | 7: +100                                                       | N: ±2500                                                          |
| S: 3.3                                                | 8: +1000                                                      |                                                                   |
| T: 4.7                                                |                                                               |                                                                   |
| V: 5.6                                                |                                                               |                                                                   |
| U: 7.5                                                |                                                               |                                                                   |

## Condensadores cerámicos de clase 2
Los condensadores cerámicos de clase 2 tienen un dieléctrico con una alta permitividad y, por tanto, una mejor eficiencia volumétrica que los condensadores de clase 1, pero menor precisión y estabilidad. El dieléctrico cerámico se caracteriza por un cambio no lineal de la capacitancia a lo largo del intervalo de temperaturas. El valor de la capacitancia también depende de la tensión aplicada. Son adecuados para aplicaciones de derivación, acoplamiento y desacoplamiento o para circuitos de discriminación de frecuencias en los que las bajas pérdidas y la alta estabilidad de la capacitancia son menos importantes. 
Los condensadores de clase 2 están fabricados con materiales ferroeléctricos como el titanato de bario (BaTiO3) y aditivos adecuados como silicato de aluminio, silicato de magnesio y óxido de aluminio. Estas cerámicas tienen una permitividad muy alta (de 200 a 14.000), lo que permite un campo eléctrico extremo y, por tanto, capacitancia dentro de paquetes relativamente pequeños: los condensadores de clase 2 son significativamente más pequeños que los de clase 1 comparables. Sin embargo, la permitividad no es lineal con respecto a la intensidad de campo, lo que significa que la capacitancia varía significativamente a medida que aumenta la tensión en los terminales. Los condensadores de clase 2 también presentan una baja estabilidad térmica y envejecen con el tiempo.
Debido a estas características, los condensadores de clase 2 se utilizan normalmente en aplicaciones en las que sólo se requiere un valor mínimo de capacitancia (en lugar de un valor exacto), como la amortiguación/filtrado de entradas y salidas de fuentes de alimentación y el acoplamiento de señales eléctricas.
Los condensadores de clase 2 se etiquetan según el cambio de capacitancia a lo largo del intervalo de temperatura. La clasificación más utilizada se basa en la norma EIA RS-198 y utiliza un código de tres dígitos. El primer carácter, una letra, denota la temperatura de funcionamiento más fría; el segundo carácter, un número, denota la temperatura más caliente; y el tercer carácter, otra letra, denota el cambio de capacitancia máximo permitido en todo el rango de temperatura especificado del condensador:
| Código de letras temperatura más baja | Código numérico temperatura superior | Cambio del código de letras de la capacitancia en el intervalo de temperatura |
| ------------------------------------- | ------------------------------------ | ----------------------------------------------------------------------------- |
| X = −55 °C (−67 °F)                   | 4 = +65 °C (+149 °F)                 | P = ±10%                                                                      |
| Y = −30 °C (−22 °F)                   | 5 = +85 °C (+185 °F)                 | R = ±15%                                                                      |
| Z = +10 °C (+50 °F)                   | 6 = +105 °C (+221 °F)                | L = ±15%, +15/-40% por encima de 125 °C                                       |
|                                       | 7 = +125 °C (+257 °F)                | S = ±22%                                                                      |
|                                       | 8 = +150 °C (+302 °F)                | T = +22/−33%                                                                  |
|                                       | 9 = +200 °C (+392 °F)                | U = +22/−56%                                                                  |
|                                       |                                      | V = +22/−82%                                                                  |

## Construcción y estilos

Estructura básica de los condensadores cerámicos
Construcción de un condensador de chip cerámico multicapa (MLCC), 1 = Electrodos metálicos, 2 = Cerámica dieléctrica, 3 = Terminales de conexión
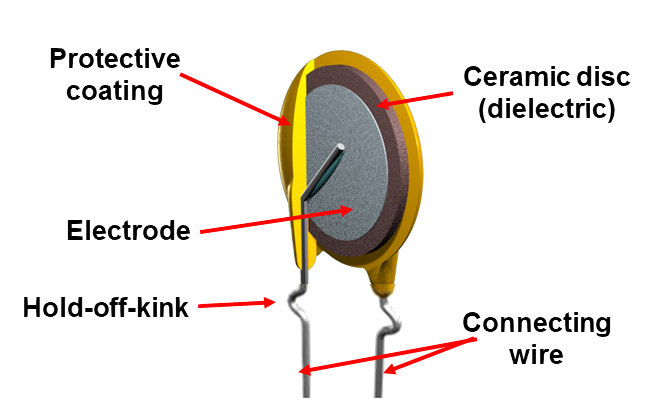
Construcción de un condensador de disco cerámico

Los condensadores cerámicos se componen de una mezcla de gránulos finamente molidos de materiales paraeléctricos o ferroeléctricos, mezclados adecuadamente con otros materiales para conseguir las características deseadas. A partir de estas mezclas de polvos, la cerámica se sinteriza a altas temperaturas. La cerámica forma el dieléctrico y sirve de soporte para los electrodos metálicos. El grosor mínimo de la capa dieléctrica, que hoy en día (2013) para los condensadores de baja tensión está en el rango de tamaño de 0,5 micrómetros,está limitado a la baja por el tamaño de grano del polvo cerámico. El grosor del dieléctrico para condensadores con tensiones más altas viene determinado por la rigidez dieléctrica del condensador deseado.
Los electrodos del condensador se depositan sobre la capa cerámica mediante metalización. En los MLCC se apilan capas cerámicas metalizadas alternas una sobre otra. La metalización sobresaliente de los electrodos a ambos lados del cuerpo se conecta con el terminal de contacto. Un revestimiento de laca o cerámica protege el condensador contra la humedad y otras influencias ambientales.
Los condensadores cerámicos tienen varias formas y estilos. Algunos de los más comunes son:
- Condensador de chip cerámico multicapa (MLCC), bloque rectangular, para montaje en superficie.
- Condensador de disco cerámico, disco de una capa, recubierto de resina, con conductores de orificio pasante
- Condensador cerámico de paso, utilizado para derivación en circuitos de alta frecuencia. Forma de tubo, metalización interior en contacto con un conductor, metalización exterior para soldar
- Condensadores cerámicos de potencia, cuerpos cerámicos más grandes de diferentes formas para aplicaciones de alta tensión

Algunos estilos diferentes de condensadores cerámicos para su uso en equipos electrónicos
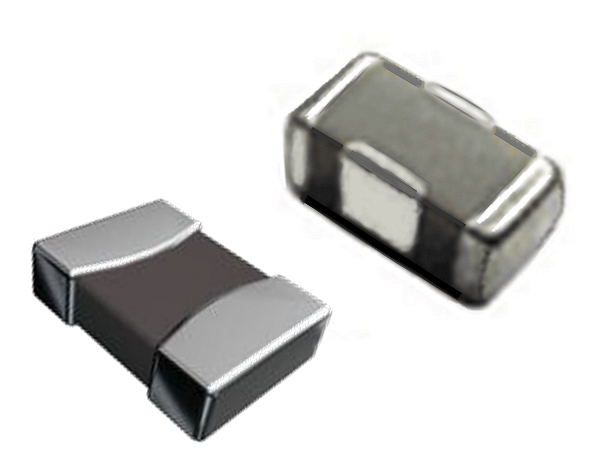
Condensador de chip cerámico multicapa (MLCC)
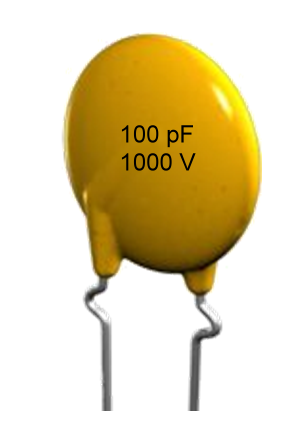
Condensador de disco cerámico (monocapa)
Condensador cerámico de paso
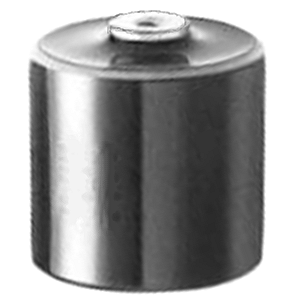
Condensador cerámico de potencia de alta tensión

### Condensadores cerámicos multicapa (MLCC)

#### Fabricación

Condensadores de chip cerámicos multicapa
Construcción detallada de un condensador de chip cerámico multicapa (MLCC). 1. Dieléctrio cerámico 2. Revestimiento cerámico o lacado 3. Electrodo metalizado 4. Terminales de conexión
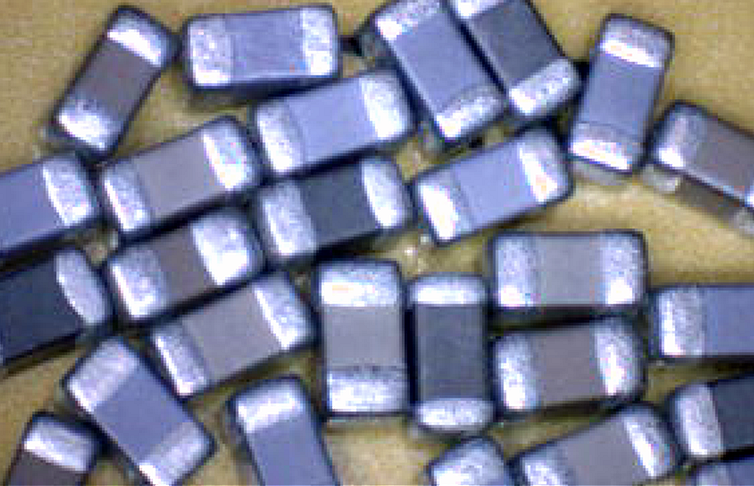
Muestras de condensadores de chip cerámicos multicapa

Se puede considerar que un MLCC está formado por muchos condensadores de una sola capa apilados en un solo paquete. El material de partida de todos los chips MLCC es una mezcla de gránulos finamente molidos de materias primas paraeléctricas o ferroeléctricas, modificadas por aditivos determinados con precisión. La composición de la mezcla y el tamaño de las partículas de polvo, tan pequeñas como 10 nm, reflejan la experiencia del fabricante.
A partir de una suspensión del polvo con un aglutinante adecuado, se moldea una fina lámina cerámica. Los rollos de lámina se cortan en hojas del mismo tamaño, que se serigrafían con una capa de pasta metálica, que se convertirá en los electrodos. En un proceso automatizado, estas láminas se apilan en el número de capas necesario y se solidifican por presión. Además de la permitividad relativa, el tamaño y el número de capas determinan el valor de capacitancia posterior. Los electrodos se apilan en una disposición alterna ligeramente desplazada respecto a las capas contiguas, de modo que cada uno de ellos pueda conectarse posteriormente en el lado desplazado, uno a la izquierda y otro a la derecha. La pila de capas se prensa y luego se corta en componentes individuales. Se requiere una gran precisión mecánica, por ejemplo, para producir una pila de 500 o más capas del tamaño "0201" (0,5 mm × 0,3 mm).
Tras el corte, se quema el aglutinante de la pila. A continuación, se sinteriza a temperaturas comprendidas entre 1.200 y 1.450 °C, con lo que se obtiene la estructura final, principalmente cristalina. Este proceso de quemado crea las propiedades dieléctricas deseadas. A continuación, se limpian y se metalizan las dos superficies de los extremos. Mediante la metalización, los extremos y los electrodos interiores se conectan en paralelo y el condensador obtiene sus terminales. Por último, cada condensador se prueba eléctricamente para garantizar su funcionalidad y rendimiento adecuado, y se embala en una bobina de cinta.

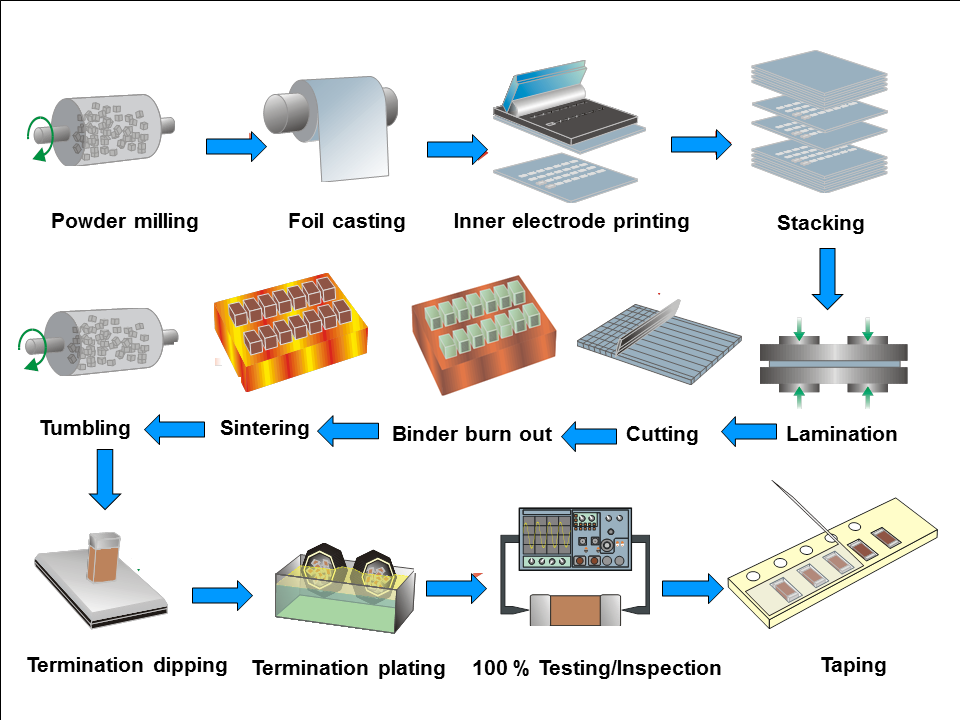
Representación simplificada del proceso de fabricación para la producción de condensadores cerámicos multicapa.